# Rawlinson Range
Die Rawlinson Range (ehemaliger Name: Rawlinsonberge) ist eine Kalkstein-Bergkette im südlichen Teil der Huon-Halbinsel von Papua-Neuguinea. Die Bergkette liegt in der Provinz Morobe und wurde nach Henry Creswicke Rawlinson, dem Präsidenten der Royal Geographical Society von 1874 bis 1875, benannt.
Das Gebirge war im 19. und Anfang des 20. Jahrhunderts Teil der Kolonie Deutsch-Neuguinea.
Einer der Berge der Kette ist der Mount Rawlinson (6° 33′ S, 147° 16′ O), 1361 Meter über dem Meeresspiegel.
Die Rawlinson Range erstreckt sich über eine Länge von etwa 90 km in Ost-West-Richtung im südlichen Teil der Huon-Halbinsel vom Busu River im Westen bis zur Pazifikküste im Distrikt Finschhafen im Osten. Im Nordwesten schließt sich das Finisterre-Gebirge an die Berge an.